# كامبل سميث (شاعر)
كامبل سميث (بالإنجليزية: Campbell Smith)‏ هو كاتب مسرحي ونقاش وشاعر نيوزيلندي، ولد في 25 فبراير 1925 في ماسترتون ‏ في نيوزيلندا، وتوفي في 13 يوليو 2015 في Tairua ‏ في نيوزيلندا.